# Sergestes sargassi
Sergestes sargassi är en kräftdjursart som beskrevs av Ortmann 1893. Sergestes sargassi ingår i släktet Sergestes och familjen Sergestidae. Inga underarter finns listade i Catalogue of Life.